# Széchenyi Ágnes
Széchenyi Ágnes (Budapest, 1957. május 30. –) magyar irodalomtörténész, sajtótörténész, kritikus, főiskolai tanár, az MTA Irodalomtudományi Intézet Modern Magyar Irodalmi Osztálya tudományos főmunkatársa, az MTA doktora.

## Életpályája
Széchenyi Ágnes 1975-től az Eötvös Loránd Tudományegyetem Bölcsészettudományi Kar magyar nyelv és irodalom, orosz nyelv és irodalom szakán folytatta tanulmányait, 1980-ban diplomázott. Az egyetem után a Művelődési Minisztériumban főelőadóként (1980–1983), majd az MSZMP Központi Bizottságának kulturális osztályán politikai munkatársként dolgozott (1984–1987). Miután megvált a politikai munkától, az Élet és Irodalom irodalmi hetilap munkatársa, kritikai rovatvezetője volt 1994-ig. Közben megszerezte a filozófiai tudomány kandidátusa (CsC) fokozatot (1994). 1996-tól 2018-ig főiskolai tanárként az Eszterházy Károly Főiskola (2016-tól egyetem) Kommunikáció- és Médiatudományi Tanszékén tanított, a kommunikáció szak egyik elindítója (1995). 2007-ben az irodalomtudomány habilitált doktora lett. 2007-től kezdve főállásban az MTA Irodalomtudományi Intézet Modern Magyar Irodalmi Osztályának tudományos főmunkatársa. Az MTA doktora (2022).
Munkásságával elsősorban a 20. század irodalomtörténeti, eszme- és médiatörténeti kérdéseivel foglalkozik. Kutatási területei: eszme- és irodalomtörténet összefüggései; a népi–urbánus vita története és továbbélése; 1945–1948/49 irodalomtörténete; a 20. századi magyar média társadalomtörténete; kritikatörténet, Schöpflin Aladár munkássága. 

## Legfontosabb publikációi
- Válasz 1934–1938 [Antológia a folyóirat anyagából] (Válogatás, szerkesztés, és utószó), Budapest, Magvető, 1986, 671 l.
- Szép szóval. Fejtő Ferenc ifjúkori írásai (Válogatás, szerkesztés és utószó), Budapest, Nyilvánosság Klub – Századvég Kiadó, 1992, 360 l.
- „Sznobok és parasztok” Válasz, 1934–1938. Elvek, frontok, nemzedékek [Folyóiratmonográfia], Budapest, Argumentum Könyvkiadó, 1997, 197 l.
- Hommage á Fejtő Ferenc. A 90 éves Fejtő Ferenc köszöntése emlékezésekkel és tanulmányokkal, (Társszerkesztők: Jacqueline Cherrault Serper, Kende Péter, Litván György, Papp Gábor és Jacques Rupnik. Szerkesztés és tanulmány), Budapest, Világosság, 1999, 307 l.
  - Benne tanulmánya: Utam Fejtőhöz pp. 288-300.
- Játék és lelkiismeret: Szegi Pál válogatott írásainak gyűjteménye, (Válogatás, szerkesztés, bevezető tanulmány), Budapest, Argumentum Kiadó – Philobiblon, 2001, 371 l.
- Menedékház. Sárközi Márta-emlékkönyv, (Szerkesztés, tanulmány és interjúk), Budapest, Magvető, 2004, 455 l.
  - Benne tanulmánya: Műstoppoló és mecénás: Sárközi Márta, 1907-1966 pp. 11-74.
- Kornfeld Móric, Trianontól Trianonig: Tanulmányok és dokumentumok, (Szerkesztés, bevezető tanulmány, jegyzetek), Budapest, Corvina, 2006, 480 l.
  - Benne tanulmánya: Iparbáró, mecénás, filozopter: Kornfeld Móric 1882-1967, pp. 10-88.
- Baron Móric Kornfeld. Reflections on Twentieth Century Hungary: a Hungarian Magnate’s View, (Edited with Forword and Introduction By ~, New York: Social Science Monographs, Boulder, Colorado. Centre for Hungarian Studies and Publications, Inc. Wayne, New Jersey, 2007, 391 l.
- Lélegzetvétel: Válasz 1946–1949 [Folyóiratmonográfia], Budapest, Argumentum, 2009, 300 l.[1]
- Pályaképek – Művelődéstörténeti metszetek a 20. századból, Budapest, Corvina, 2016, 383 l.
- Schöpflin Aladár a Vasárnapi Ujságban, 1898–1921, Budapest, Argumentum, 2018, 1178 l.
- Ő a magyar kritika. Schöpflin Aladár [Monográfia], Osiris irodalomtörténet, Budapest, Osiris, 2022, 546 l.

Publikációinak részletes jegyzéke a Magyar Tudományos Művek Tárában.

## Könyveiről néhány recenzió
- A „Sznobok és parasztok”-ról az Irodalomtörténeti Közleményekben[3] és a Kortársban[4]
- A Menedékház. Sárközi Márta-emlékkönyv c. könyvről az Új Forrásban[5] és a Mozgó Világban.[6]
- A Lélegzetvétel c. kötetről ismertetések a Mozgó Világban[7] és a Tiszatájban[8]

## Díjak, ösztöndíjak
- Eötvös József ösztöndíj (1987, három hónap, Magyar Ösztöndíj Bizottság)
- Soros alkotói ösztöndíj (1990)
- Pulitzer-emlékdíj (2007, sajtótörténet kategória)
- NKA alkotói ösztöndíj (2009, 2015)
- Wekerle Sándor-díj (2016)
- Aranytoll Életmű-díj (2025)[9]
- Toldy Ferenc-díj (2025)